# محمدخان دشتی

نگاره محمدخان دشتی

محمدخان دشتی، از خوانین منطقه دشتی (در استان بوشهر کنونی) و از شعرای دورهٔ ناصرالدین شاه که در خورموج حکمرانی داشت. محمدخان فرزند حاجی خان به سال ۱۲۴۶ قمری در قریه شُنبه (Shonbeh) متولد شد. از کارهای او ساخت عمارت حکومتی، احداث قنات‌ها، قلعه‌ها و بنای کاخ حکمرانی خود در خورموج از جمله قسمتی از قلعه خورموج می‌باشد. وی به سال ۱۲۹۸ قمری در زندان نصیرالمک حاکم بوشهر پس از نه ماه حبس درگذشت.
محمدخان دشتی از حکام بزرگ تاریخ جنوب کشور محسوب می‌شود. همچنین آثار و کتب خان دشتی اکنون در کتابخانه ملی ایران و دانشگاه فردوسی و دانشگاه تهران می‌باشد. از جمله آثار وی می‌توان به نون و نمکدون و دیوان محمدخان اشاره نمود. از خاندان وی در دشتی می‌توان از خاندان پرویزی،صالح احمدی 
،و اشگرف یاد کرد

## نمونه شعری
وی در انواع شعر و شیوه‌های ادبی طبع‌آزمایی کرده‌است. در شعر «دشتی» تخلص می‌کرده‌است؛ و دارای دیوان اشعار با انواع قالبهای شعری شامل: غزلیات، قصاید، رباعیات، مسمطها، دوبیتی‌ها و اشعار طنز در بمبئی به طبع رسیده‌است، مطلع یک غزل:
| نسیم باد صبا مشکسار می‌آید         |  | مگر که از سر کوی نگار می‌آید   |
| چو بوی زلف تو آرد نسیم، پنداری    |  | هزار قافله مشک از تتار می‌آید  |
| چو کاروان تو بر خاک من گذار کند   |  | وجود من ز پِیَش چون غبار می‌آید  |
| خبر دهید به طفلان که نی‌ سوار شوید |  | که پیر شیفتهٔ نی‌ سوار می‌آید    |
| دلی به زلف کمندت چو اوفتاد او را  |  | نگاه‌ دار که روزی به‌کار می‌آید  |
| چو دیده‌ام رخ زیبای عالم‌افروزت     |  | به چشم چشمهٔ خورشید تار می‌آید  |
| دوباره زندگی‌ام را زسر همی‌گیرم     |  | پس از هلاکم اگر بر مزار می‌آید |
| اگر شمار غم عشق تو کند دشتی       |  | شمار ناشده روزِ شمار می‌آید     |

نمونه‌ای از دوبیتی مشهوری از او که از حال و روز حکمرانی خود حکایت کرده‌است:
| هزاران خانه را بر باد دادم  |  | که تا بنیاد این خانه نهادم |
| ازین دست استدم زآن دست دادم |  | چنین کاری کرم نامش نهادم   |